# Paradoxocara verrucosa
Paradoxocara verrucosa is een raderdiertjessoort uit de familie Epiphanidae. De wetenschappelijke naam van deze soort is voor het eerst geldig gepubliceerd in 1914 door Skorikov.